# Airborne
Airborne var ett svenskt regionalflygbolag som grundades 1984 
 och gick upp i det nybildade bolaget Skyways Regional den 1 januari 2001. Bolaget hade sitt huvudkontor i Mora, Sverige.

## Historia

### Flygtrafik
Airborne flög med Stockholm-Arlanda som bas till Mora flygplats, Svegs flygplats och Söderhamns flygplats. När företaget gick upp i Skyways Regional avslutades flygningarna till Söderhamn och kort därpå stängdes flygplatsen. 

## Flotta
Bolaget flög Jetstream 31, Dornier 228 och Cessna Citation.